# Hardstyle
Hardstyle es un subgénero de la música electrónica con origen en el Trance y Hard Trance del año 2000 en países como Italia, Alemania y Holanda . El hardstyle normalmente consiste en un profundo y fuerte sonido de bombos, intensas líneas de bajo descontroladas o invertidas que acompañan el ritmo, un sintetizador tocando una melodía, y sonidos tanto distorsionados como melódicos. Los artistas de la corriente hardcore sentaron las bases del hardstyle.
La escena hardstyle todavía se debate donde nace. Las primeras grabaciones de hardstyle en los Países Bajos contaban con bombos potentes y agresivos heredados del hardcore techno acompañados de un "Reverse Bass" poco potente y melodías hechas con sintetizadores. En cambio, en Italia, predominaban las melodías "ácidas", bombos poco agresivos y un Reverse Bass (heredado del hard trance) muy marcado.
Uno de los primeros eventos de hardstyle, fue Qlubtempo, y tuvo lugar a finales del siglo XX (1998-99) lo que hoy en día evolucionó a Qlimax.
Los primeros años de la escena Hardstyle se caracterizaba por un ritmo de alrededor de 135-150 BPM, un sonido comprimido de batería, una muestra vocal corta, un chillido y un uso de un "Reverse" (kick and bass), que se puede escuchar después de cada golpe (similar al género del hard trance).
Alrededor de los años 2004 y 2005 se convirtió en un género más melódico y edificante (generándose el subgénero Nu-Style), un poco más rápido (por lo general 150 BPM), y distorsionado, con bajos acompañado de los golpes (basslines). La interpretación de este estilo radica en un comienzo (heredados del hard house), intermedio (heredados del hard trance) y finalización que va con un conteo de 4x4, dándole referencia a los golpes (heredado de la escena hardcore).
Hoy en día muchas personas se refieren al estilo antiguo como "Early hardstyle" (1999-2006). Alrededor del año 2008, se introdujeron más términos para identificar la evolución de este, tanto así que algunos productores lanzaron tipologías de lo que era antiguamente a lo que es hoy en día. Una corriente que se deriva es el "rawstyle", que se caracteriza por un ritmo de alrededor de 150 y 160 BPM, un tipo de hardstyle influenciado en melodías más oscuras derivadas del género hardcore techno y old hardstyle, a la par de golpes y bajos más duros y graves.

## Fusiones
El hardstyle actualmente ha sido fusionado con la corriente del dubstep, denominándose como "dubstyle". Otro estilo con el que se ha mezclado el hardstyle, es el jumpstyle denominando a este como "tekstyle". Últimamente el hardstyle se ha fusionado con el Electro House, denominándose "subground", impulsado por Activator; y con el big room house denominándose "hard drop", impulsado por Dr. Rude.

## El baile
El hardstyle entra a ser un estilo completo, ya que no solo es música, sino que algunos le dan vestimenta e incluso se le han incluido bailes especiales. Hay que tener en cuenta que el hardstyle se podría dividir en dos secciones según el tipo de golpe de bajos (bass kick en inglés):
- Hardstyle: Tiene el golpe (kick) con una pequeña mezcla de distorsión, Electro House y un poco de trance clásico, pero distorsionado, el cual se compone de un golpe de bajo seco y distorsionado. Es muy usado por artistas como Technoboy, Atmozfears y Headhunterz. El baile de este estilo es muy característico, a pesar de que se pueda confundir fácilmente u el Freestyle o con los bailes realizados con música electrónica.

- Jumpstyle: es el nombre más conocido de este género (lo cual no significa que sea el más popular, siendo discutible). Se caracteriza por bailarse dando saltos, como su nombre indica, y apoyándose alternativamente sobre las piernas. Su origen no está nada claro, pero lo más probable es que sea un baile procedente de algún otro estilo de baile electrónico. También se puede hacer un movimiento con las manos al momento de saltar.

- Melbourne shuffle: Es un poco diferente al anterior "género". Este se compone de un golpe de bajo distorsionado, pero al contrario que el anterior, suele ser un golpe de frecuencias muy bajas y es un poco más largo de duración que el anterior. Este tipo de bajo suele ser muy usado por Showtek (actualmente, cual ya no está en la escena Hardcore) y Dark Oscillators (actualmente como, Technoboy). Tiene un estilo de baile muy distintivo. Se llama Melbourne Shuffle, que se originó en Melbourne, Australia a finales de los años 80, basado en deslizamientos. Se ha popularizado en Asia, Europa y en América llegando a ser tomada como parte de una cultura suburbana.

- Hardjump: Otro popular baile, que como su nombre lo dice es la de caracterización de saltos al compás del ritmo, aunque no es tan conocido como el melbourne shuffle y la mayoría de los que lo practican están en Europa ha ganado popularidad por su dificultad, estos dos estilos han llegado a ser comúnmente los que acompañan la música en general. Se sugiere buscar más información de estos bailes a interés propio.

- Rawstyle: Un subgénero que esta especialmente enfocado a ser más pesado, como el hardcore, pero manteniendo el BPM y las bases del hardstyle

## Artistas
Estos son algunos de los principales productores de Hardstyle que han marcado la escena (y que la están marcando actualmente):
- A-Lusion
- Adaro
- Act Of Rage
- Adrenalize
- Aftershock
- Atmozfears
- Audiofreq
- ANDY SVGE
- Audiotricz
- B-Front
- Ben Nicky (Ocasionalmente)
- Bass Modulators
- Bloodlust
- Blademasterz
- Brennan Heart
- Blutonium Boy
- Code Black
- Coone
- Crypsis
- Crystal Lake
- Da Tweekaz
- Daniele Mondello
- Digital Punk
- Demi Kanon
- Devin Wild
- Deetox
- D-Block & S-te-Fan
- DJ Dana (lady Dana)
- DJ Isaac
- DJ Luna
- DJ Stephanie
- DJ Thera
- DJ Zany
- Dr. Phunk
- Dr. Rude
- D-Sturb
- Donkey Rollers
- E-Force
- Evil Activities
- Expulze y Narfos
- Francesco Zeta
- Frequencerz
- Frontliner
- Ghost Stories (DBSTF)
- Gunz For Hire
- Hard Driver
- Hardwell (Ocasionalmente)
- Harris y Ford
- Headhunterz
- KELTEK
- Kutski
- Mandy
- Mark With A K
- Max Enforcer
- Noisecontrollers
- Phuture Noize
- Psyko Punkz
- Project One
- Radical Redemption
- Ran-D
- Rebellion
- Reaktor 51
- Refuzion
- Sefa
- Sephyx
- Showtek
- Sound Rush
- Sub Sonik
- Sub Zero Project
- Tatanka
- Tevvez
- TNT Aka Technoboy N´ Tuneboy
- The Elite
- The Prophet
- Timmy Trumpet (Ocasionalmente)
- Toneshifterz
- Villain
- Warface
- Wasted Penguinz
- Wildstylez
- Zatox